# Boston, Indiana
Boston är en kommun (town) i Wayne County i Indiana. Vid 2010 års folkräkning hade Boston 138 invånare.